# Ilda Boccassini
Ilda Boccassini (Spitzname: Ilda La Rossa, ital. für rote Hilde wegen ihrer roten Haare; * 17. Dezember 1949 in Neapel) ist eine italienische Juristin. Sie war 2013 Staatsanwältin der Mailänder Staatsanwaltschaft und ging im Dezember 2019 in Pension. Boccassini war und ist für mehrere aufsehenerregende Prozesse verantwortlich. Viele davon stehen im Zusammenhang mit dem italienischen Ministerpräsidenten Silvio Berlusconi.

## Fälle
1989 führte sie die Untersuchungen des Eindringens der sizilianischen Mafia in Mailand, der „Duomo Connection“. 1992 ließ sie sich nach Caltanissetta in Sizilien versetzen, um gegen die Mörder ihres Freundes Giovanni Falcone und eines weiteren Staatsanwalts zu ermitteln.
Sie war Mitte der 1990er Jahre an der Operation „Mani pulite“ beteiligt, die zum Ende der so genannten 1. Republik und zum Zusammenbruch der wichtigsten politischen Parteien Italiens führte. 2007 deckte sie die Anarchistenbewegung und die „Neuen Roten Brigaden“ auf, die einen Bombenanschlag auf das Mailänder Büro Berlusconis planten.
Sie vertritt die Anklage in den Korruptionsprozess gegen Berlusconis britischen Anwalt David Mills sowie in dem Verfahren gegen Berlusconi wegen Amtsmissbrauchs und der Begünstigung von Prostitution Minderjähriger rund um Ruby Rubacuori.
Anfang 2013 erhielt Boccassini zahlreiche anonyme Briefe mit Morddrohungen. Am 23. Mai teilte die Staatsanwaltschaft mit, dass in ihrem Büro ein Brief eingegangen sei, der eine explizit auf den Ruby-Prozess bezogene Morddrohung und zwei Patronen enthielt. Am 8. Dezember 2019 ging sie nach 41 Dienstjahren ohne jegliche Verabschiedungszeremonie in den Ruhestand.

## Privat
Ilda Boccassini stand zeitweise unter Personenschutz, gibt keine Interviews und tritt nicht im Fernsehen auf. Sie ist verheiratet und hat zwei erwachsene Kinder.